# Pierre Gilbert (égyptologue)
Ne doit pas être confondu avec Pierre Gilbert (pilote).
Pierre Gilbert (Bruxelles, 4 septembre 1904 - Uccle, 22 août 1986) est un égyptologue belge, écrivain et poète, professeur d'égyptologie à l'université libre de Bruxelles, conservateur en chef des Musées royaux d'Art et d'Histoire de Bruxelles, directeur de l'Association égyptologique Reine Élisabeth et membre de l'Académie royale des sciences, des lettres et des beaux-arts de Belgique - section Arts et Lettres. Sa contribution principale à l'égyptologie est sans doute son livre La poésie égyptienne. 

## Biographie
Pierre Gilbert a été professeur de latin, morale et français à l'Athénée royal d'Uccle 1, notamment durant la Seconde Guerre mondiale. Il y eut comme élève Philippe Roberts-Jones.
Pierre Gilbert a poursuivi et développé les travaux de l'égyptologue belge Jean Capart, qui fut le guide de la reine Élisabeth de Belgique et a initié une approche esthétique de la culture et de l'art égyptien. 
Pierre Gilbert est l'auteur de nombreux ouvrages tels que des poésies, des pièces de théâtre, des descriptions de voyages, des traductions commentées et interprétées des textes égyptiens classiques.

## Publications
La plupart de ses œuvres sont librement disponibles dans la Digithèque Pierre Gilbert  des Bibliothèques de l'Université libre de Bruxelles
- Les aventures de Nedjouty avec le Prince d'Égypte, coll. Roitelet, Éditions Durandal / Éditions P. Lethielleux, Bruxelles / Paris, 1946. Préface de Jean Capart.
- Esquisse d'une Histoire de l'Égypte ancienne et de sa Culture, Anc. Établ. J. Lebègue, Bruxelles, 1949.
- La poésie égyptienne, 2e éd. revue et augmentée, Association égyptologique Reine Élisabeth, Bruxelles, 1949.
- Influences orientales sur l'art d'Amarna, Bruxelles, éditions de l'Institut, 1960.
- Le problème des monuments de Nubie et la part de la Belgique dans le programme de sauvetage, Bruxelles : Université de Bruxelles, 1962.
- Couleurs de l'Égypte Ancienne, 2e éd., Paul F. Merckx, Bruxelles, 1966.